# Leyli và Majnun (opera)
Leyli và Majnun (tiếng Azerbaijan: Leyli və Məcnun, "Layla và chàng điên") là một vở opera gồm bốn màn của Uzeyir Hajibeyov, dựa trên bản libretto tiếng Azerbaijan do em trai của ông, nhà soạn nhạc Jeyhun Hajibeyov viết. Vở opera này được trình diễn lần đầu tiên ở Baku vào năm 1908.

## Lịch sử
Vở opera này được viết vào năm 1907  và được trình diễn lần đầu tiên vào 25 tháng 1 [lịch cũ 12 tháng 1] năm 1908 tại Nhà hát Taghiyev ở Baku, khi đó là một phần của Đế quốc Nga. Vở opera này được coi là vở opera đầu tiên của Hồi giáo phương Đông.  
Buổi biểu diễn đầu tiên của vở opera được trình diễn bởi Huseyn Arablinski và chính Hajibeyov chơi violin.
Uzeyir Hajibeyov và em trai Jeyhun Hajibeyov đã viết lời cho vở opera dựa trên bài thơ Layla và chàng điên của nhà thơ người Azerbaijan Muhammad Fuzuli; hầu hết các phần của bài thơ vẫn không thay đổi. 
Như vậy, vở opera Leyli và Majnun đã tạo nên thể loại mới độc đáo trong nền văn hóa âm nhạc thế giới, tổng hợp các hình thức âm nhạc phương Đông và châu Âu, là sự dung hợp của hai nền văn hóa âm nhạc Đông và Tây.  
Vở opera này đã được trình diễn hơn hai nghìn lần tại Nhà hát Opera và Ba lê Học thuật Nhà nước Azerbaijan, cũng như ở các quốc gia khác, bao gồm Nga, Ukraina, Iran, Thổ Nhĩ Kỳ, Gruzia, Uzbekistan và Turkmenistan.  

## Diễn viên

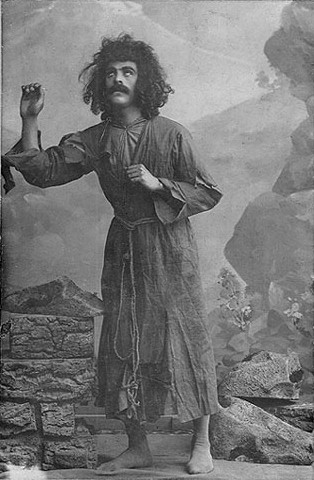
Huseyngulu Sarabski trong vai Majnun trong lần biểu diễn đầu tiên

| Vai                                                      | Giọng hát           | Diễn viên ra mắt, ngày 25 tháng 1 năm 1908 (Chỉ huy: Abdurrahim bey Hagverdiyev) |
| -------------------------------------------------------- | ------------------- | -------------------------------------------------------------------------------- |
| Geys (Majnun)                                            | giọng nam cao       | Huseyngulu Sarabsky                                                              |
| Leyli                                                    | giọng nữ cao        | Abdurrahman Farajev                                                              |
| Cha của Geys                                             | giọng nam cao       | Mirza Mukhtar Mammadov                                                           |
| Mẹ của Geys                                              | giọng nữ cao        | Mir Mahmud Kazimovsky                                                            |
| Cha của Leyli                                            | giọng nam trung     | Imran Gasymov (Kangarli)                                                         |
| Mẹ của Leyli                                             | giọng mezzo-soprano | J. Vazirov                                                                       |
| Ibn Salam                                                | giọng nam cao       | Jeyhun Hajibeyov (Dagestan)                                                      |
| Nofel                                                    | giọng nam trung     | Jeyhun Hajibeyov (Dagestan)                                                      |
| Zeyd                                                     | giọng nam cao       | Imran Gasymov (Kangarli)                                                         |
| Người Ả Rập đầu tiên                                     | giọng nam cao       | Mammadov                                                                         |
| Người Ả Rập thứ 2                                        | giọng nam cao       | Safarov                                                                          |
| Người làm mối, người đưa tin, khách, học sinh nam và nữ. |                     |                                                                                  |

## Tóm tắt

### Màn 1
Cảnh 1
Những học sinh đều tan trường. Người đẹp Leyli và Geys yêu nhau; họ trò chuyện rất tình cảm, quên mất người khác. Nhưng bạn bè thấy hành vi của Leyli rất thiếu đạo đức nên vội vàng đưa cô đi. Geys cầu xin cha gả Leyli cho anh, vì nếu không có cô, anh không thể sống được.
Cảnh 2
Cha mẹ của Leyli đã biết đến tình yêu của Gey và Leyli, và mẹ của cô gái tức giận trách móc cô, khiến Leyli buồn bã nhưng cô vẫn lắng nghe bà. Cô không phủ nhận rằng cô yêu Geys hơn bất cứ thứ gì trên thế giới.
Cha của Geys đến để đưa Leyli và Geys về với nhau. Cha của Leyli đã từ chối lời cầu hôn một cách gay gắt và quyết liệt: ông sẽ không bao giờ gả con gái mình cho Majnun (người điên) – đó là cách mọi người gọi Geys, một kẻ yêu Leyli một cách điên cuồng.
Lời đề nghị bị từ chối, Geys điên cuồng nguyền rủa mọi người và số phận buồn thảm của mình. Anh ta tìm kiếm sự cô đơn và tự đưa mình vào sa mạc.
Nhưng số phận của Leyli lại bị đẩy vào một cuộc hôn nhân khác. Cha mẹ cô đã đồng ý gả cô cho Ibn Salam giàu có. Quá bất ngờ, Leyli đã ngất đi.

### Màn 2
Nỗi buồn đã làm thay đổi suy nghĩ của Geys. Anh bước đi trên những ngọn núi và bãi cát của sa mạc, nghĩ về Leyli. Cha và bạn của Majnun – Zeyd đã tìm thấy anh – nhưng chàng trai trẻ điên rồ này vẫn chưa quyết định được. Giờ đây, mang vẻ ngoài gầy gò của nhà ẩn sĩ, số phận không mấy vui vẻ của Geys và nỗi buồn của người cha đã khơi dậy sự đồng cảm của những người Ả Rập đi qua sa mạc. Một chỉ huy tên Nofel tỏ ra quan tâm đến họ. Ông muốn giúp đỡ Majnun xui xẻo nên cử một sứ giả đến gặp cha của Leyli.
Nhưng ngay cả sự can thiệp của Nofel cũng không khiến cha của Leyli thay đổi quyết định. Sau đó Nofel quyết định dùng vũ lực để ép buộc ông và thách đấu. Cha của Leyli yêu cầu xử tử anh và giải thích lý do từ chối: con gái ông, Leyli, là hôn thê của người khác.

### Màn 3
Thế rồi ngày cưới của Ibn Salam và Leyli đã đến. Khách khứa vui vẻ ăn tiệc, chúc phúc cho đôi uyên ương mới. Và cuối cùng cặp đôi mới cưới vẫn ở bên nhau. Leyli rất bối rối. Lúc này giọng nói yếu ớt của Majnun vang lên, xuất hiện gần họ như một cái bóng. Ibn Salam vẫn đứng yên, còn Leyli thì ngất đi. Người hầu cẩn thận đuổi gã điên đi.

### Màn 4
Cảnh 1
Leyli không hưởng được sự hạnh phúc khi chung sống với Ibn Salam. Dần dần, cô bị bệnh trầm cảm. Cô thú nhận với chồng rằng cô dành tình yêu cho Geys và không thể yêu ai nữa. Cô khuyên Ibn Salam chờ đợi, có thể tình cảm của cô với Majnun sẽ qua đi. Ibn Salam đau đớn bỏ đi. Và đột nhiên cái bóng vô hình Majnun lại xuất hiện trước mặt Leyli. Anh ta cay đắng phàn nàn với Leyli rằng cô đã phản bội anh, phá hủy cuộc đời anh, mang đến nỗi buồn và đau đớn. Quên đi căn bệnh của mình, Leyli lao vào vòng tay người tình, nhưng anh không nhận ra cô, anh tìm kiếm và gọi cho người tình trong sáng trước đây của mình.
Trái tim Leyli không thể chịu đựng được:
| “                                                  | I’m happy as long as my beloved one torments me, If only people wouldn’t call me unfaithful. I’ve become an idler in this world of separation from you, Only the hope of joining with you keeps me alive. Don’t leave me powerless in this bed of sadness, Hey moon, heal me with the wine of joining. | ” |
| — Translation from Azerbaijani: Gulnar Aydamirova, | |   |

Cô qua đời trong vòng tay của Ibn Salam.
Cảnh 2
Mejnun đến mộ Leyli. Bây giờ, Leyli đã quyết định thuộc về anh, bây giờ họ sẽ ở bên nhau mãi mãi. Quá tuyệt vọng, Majnun ngã xuống mộ người tình và chết.